# Blauw-Wit in het seizoen 1954/55
Het seizoen 1954/1955 was het eerste jaar in het bestaan van de Amsterdamse betaaldvoetbalclub Blauw-Wit. De club kwam uit in de Eerste klasse C en eindigde daarin op de 13e plaats, dit betekende dat de club in het nieuwe seizoen uitkwam op het één-na-hoogste voetbalniveau.

## Wedstrijdstatistieken

### Eerste klasse A(afgebroken)
|       | AGOVV | DWS   | Elinkwijk | GVAV  | Haarlem | Heerenveen | HVC   | Leeuwarden | Sportclub Enschede | Vitesse | VSV | Wageningen |
| ----- | ----- | ----- | --------- | ----- | ------- | ---------- | ----- | ---------- | ------------------ | ------- | --- | ---------- |
| Thuis | 0 – 2 | 1 – 5 | –         | –     | –       | 0 – 2      | –     | –          | –                  | 1 – 0   | –   | –          |
| Uit   | –     | –     | 0 – 0     | 1 – 0 | 1 – 0   | –          | 2 – 3 | 2 – 0      | –                  | –       | –   | –          |

### Eerste klasse C
|       | Alkmaar '54 | EBOH  | Enschedese Boys | Feijenoord | GVAV  | Haarlem | Hermes DVS | Limburgia | N.E.C. | NOAD  | PSV   | Rapid JC | Vitesse |
| ----- | ----------- | ----- | --------------- | ---------- | ----- | ------- | ---------- | --------- | ------ | ----- | ----- | -------- | ------- |
| Thuis | 0 – 1       | 2 – 0 | 2 – 4           | 1 – 0      | 0 – 2 | 0 – 5   | 1 – 2      | 2 – 5     | 2 – 0  | 1 – 4 | 3 – 4 | 2 – 4    | 4 – 0   |
| Uit   | 2 – 0       | 5 – 2 | 2 – 0           | 3 – 5      | 3 – 2 | 0 – 0   | 1 – 2      | 1 – 0     | 4 – 1  | 0 – 0 | 3 – 1 | 4 – 1    | 3 – 0   |

## Statistieken Blauw-Wit 1954/1955

### Eindstand Blauw-Wit in de Nederlandse Eerste klasse C 1954 / 1955
| Stand | Gespeeld | Gewonnen | Gelijk | Verloren | Punten | Doelpunten voor | Doelpunten tegen |
| ----- | -------- | -------- | ------ | -------- | ------ | --------------- | ---------------- |
| 13e   | 26       | 6        | 2      | 16       | 14     | 34              | 52               |

### Eindstand Blauw-Wit in de Nederlandse Eerste klasse A 1954 / 1955 (afgebroken)
| Stand | Gespeeld | Gewonnen | Gelijk | Verloren | Punten | Doelpunten voor | Doelpunten tegen |
| ----- | -------- | -------- | ------ | -------- | ------ | --------------- | ---------------- |
| 12e   | 9        | 2        | 1      | 5        | 5      | 5               | 15               |

### Topscorers
| #      | Naam                | Goal |
| ------ | ------------------- | ---- |
| 1.     | Nico Engelander     | 7    |
| 1.     | Piet Koekebakker    | 7    |
| 3.     | Jan Dahrs           | 6    |
| 4.     | Van Wieringen       | 5    |
| 5.     | Joop Bommels        | 2    |
| 5.     | Frans van der Klink | 2    |
| 7.     | Wim van Bijlouw     | 1    |
| 7.     | Dijkstra            | 1    |
| 7.     | Keimpema            | 1    |
| 7.     | Wim van Lent        | 1    |
| 7.     | Simons              | 1    |
| Totaal | Totaal              | 34   |

| #      | Naam             | Goal |
| ------ | ---------------- | ---- |
| 1.     | Joop Bommels     | 1    |
| 1.     | Leen Corbran     | 1    |
| 1.     | Jan Dahrs        | 1    |
| 1.     | Piet Koekebakker | 1    |
| 1.     | Huib Plemper     | 1    |
| Totaal | Totaal           | 5    |